# Sibbaldia tridentata
Sibbaldia tridentata — вид трав'янистих рослин родини Розові (Rosaceae), поширений на півночі Північної Америки.

## Опис
2n=28(4x).

## Поширення
Пд.-сх. й пд.-зх. Ґренландія, Канада, пн. США.

## Галерея

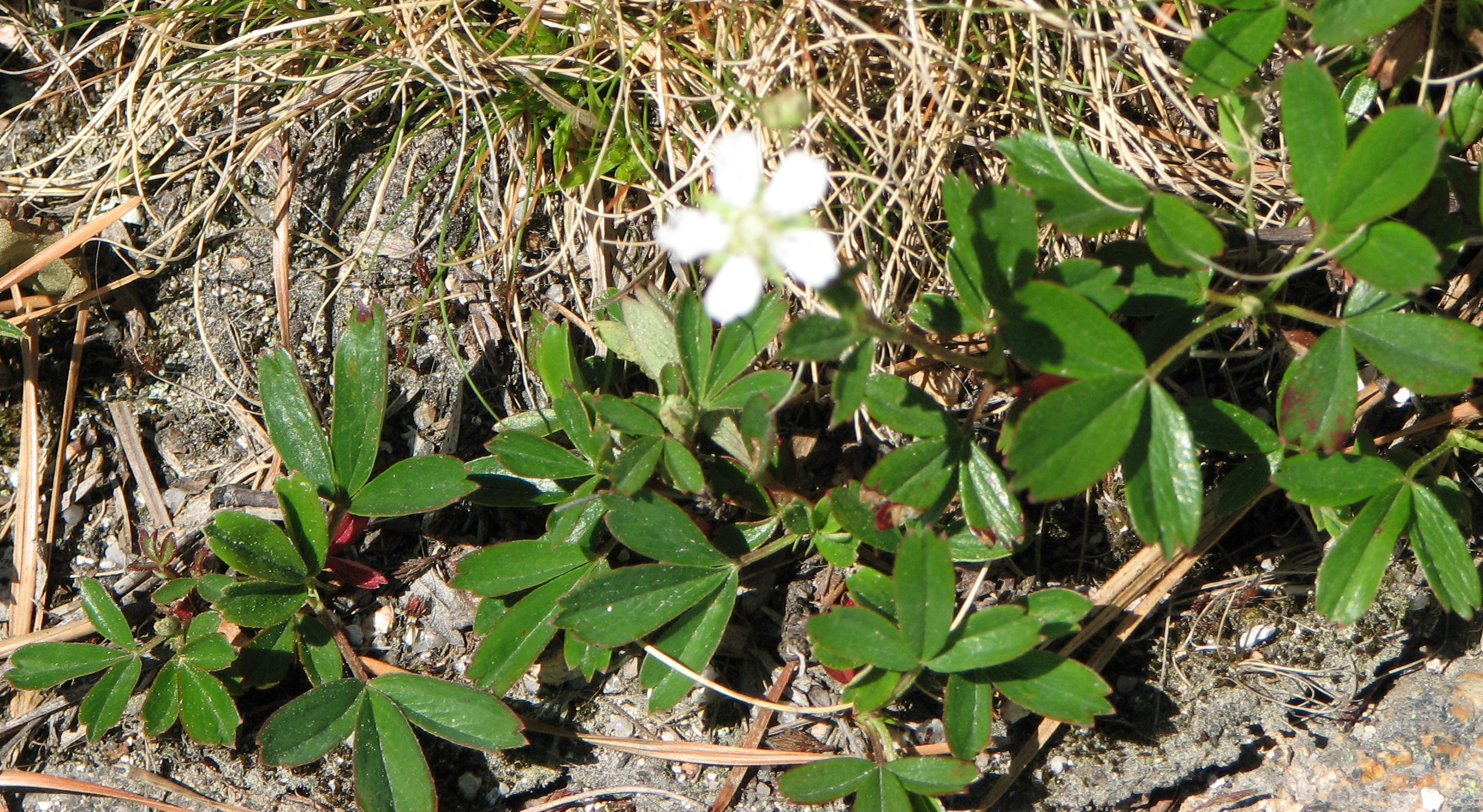